# Яценко Олена Миколаївна
Оле́на Микола́ївна Яце́нко (нар. 4 жовтня 1977) — українська гандболістка, призер Олімпійських ігор.
Олена Яценко виступала за команди «Спартак» (Київ), «Крім» (Любляна, Словенія), «Арво-29» (Брест, Франція). У 2010 р. перейшла до команди «Динамо» (Волгоград, Росія).
Олімпійську медаль вона виборола на афінській Олімпіаді в складі збірної України з гандболу. Нагороджена орденом княгині Ольги III ступеня.

## Титули
- Срібна призерка чемпіонату Європи: 2000
- Бронзова призерка Олімпійських Ігор: 2004
- Чемпіонка Європи серед юніорів (U-17): 1994
- Срібна призерка молодіжного чемпіонату Європи (U-19): 1996